# D-A-CH

DACH-Staaten

D-A-CH oder auch DACH ist ein Kunstwort bzw. ein Apronym für Deutschland, Österreich und die Schweiz.
Es wird aus den Nationalitätszeichen der drei Länder gebildet:
- D (für Deutschland),
- A (für Österreich, lateinisch Austria) und
- CH (für die Schweiz, lateinisch Confoederatio Helvetica).

Für die englischsprachige Entsprechung Germany, Switzerland, Austria ist die Abkürzung GSA gebräuchlich.

## Verwendung
Verwendung findet das Wort zum Beispiel als Titel bei Veranstaltungen wie Konferenzen („D-A-CH-Tagung“), bei Gemeinschaftsprojekten dieser drei Staaten, in Betriebsorganisationen (Vertriebsstruktur) und bei Kartenmaterial für Navigationsgeräte, das den Bereich dieser Staaten abdeckt. 
- Ernährung, z. B. D-A-CH-Referenzwerte für die Nährstoffzufuhr: Die Deutsche Gesellschaft für Ernährung e. V. (DGE), die Österreichische Gesellschaft für Ernährung (ÖGE), die Schweizerische Gesellschaft für Ernährungsforschung (SGE) sowie die Schweizerische Vereinigung für Ernährung (SVE) haben sich im Jahr 2000 zum ersten Mal auf gemeinsame Referenzwerte für die Nährstoffzufuhr geeinigt. In Anlehnung an die üblichen Kennzeichen der beteiligten Länder (Deutschland = D; Österreich = A; Schweiz = CH) werden die neuen Referenzwerte als DACH-Referenzwerte bezeichnet.
- Vereinigungen: Mediation DACH e. V., Europäische Anwaltsvereinigung DACH, D-A-CH-Steuerausschuss (einschließlich Liechtensteins)
- Die City Night Line CNL AG wurde in der Anfangsphase als DACH Hotelzug AG bezeichnet.[1]
- Im Firmennamen FlixBus DACH

## Erweiternde Varianten
- DACH+ ist eine Interreg-III-A-Initiative der Europäischen Union, der Schweiz und Liechtensteins. Ziel des Projektes ist es, eine gemeinsame Raumplanung im Alpenrhein-Bodensee-Hochrheingebiet zu etablieren und die grenzüberschreitende Zusammenarbeit zu stärken. Das Plus im Namen symbolisiert dabei das Fürstentum Liechtenstein, zusätzlich zu den D-A-CH-Ländern.[2]
- Als erweiterte Varianten des Akronyms DACH sind DACHL und DACHLI bzw. D-A-CH-LI für Deutschland, Österreich, Schweiz und Liechtenstein/Luxemburg sowie DACHS für die Regionen Deutschland, Österreich, Schweiz und Südtirol[3] gebräuchlich. Ebenfalls wird in verschiedenen wirtschaftlichen Bereichen von DACHI (orientiert an den Staaten erweitert um Italien (I)[4]) gesprochen. Durch den gemeinsamen Sprachraum und verschiedene innereuropäische Überlegungen ist das strategisch und auch bei Marketingthemen immer öfter eine interessante Wirtschafts-Raum-Gruppierung.